# Ninoxe de Mindoro
Ninox mindorensis
Espèce
Statut de conservation UICN

 VU B1ab(ii,iii,v) : Vulnérable
Statut CITES
La Ninoxe de Mindoro (Ninox mindorensis) est une espèce d'oiseaux de la famille des Strigidae, autrefois considérée comme une sous-espèce de la Ninoxe des Philippines (N. philippensis).

## Répartition
Cette espèce vit dans le centre-ouest des Philippines, sur Mindoro.